# Marie Langer
Marie Glass Hauser de Langer (Viena, 31 d'agost de 1910 - Buenos Aires, 27 de desembre de 1987) va ser una psiquiatra i psicoanalista argentina d'origen austríac.

## Biografia
Marie Langer va estudiar medicina a la universitat de Viena i es va diplomar l'any 1935. Havia començat una tesi amb Richard Sterba, que hi va posar fi el 1934, per la pertinença de Langer al Partit Comunista d'Àustria, prohibit des de 1933. Al seu marit, Max Langer, cirurgià militar, i a ella se'ls va prohibir l'exercici hospitalari pels seus orígens jueus, i van emigrar a Espanya, a continuació a Montevideo, a l'Uruguai. Es va instal·lar l'any 1942 a l'Argentina i va participar en la fundació de l'Associació psicoanalítica argentina l'any 1942, amb Enrique Pichon-Rivière, Ángel Garma, Arnaldo Rascovsky, Celes Ernesto Cárcamo i Guillermo Ferrari Hardoy. En aquest marc, anima un seminari i assegura funcions de didàctica amb candidats psicoanalistes. Dirigeix la clínica psicoanalítica Enrique-Racker
Després d'haver publicat, l'any 1973, a la seva revista una carta del Brasil denunciant les actuacions de l'aspirant-analista Amilcar Lobo Moreira, és amenaçada de mort mentre la Triple A començava els seus atemptats, i s'exilia a Mèxic, fins a l'any 1987, abans de tornar a Argentina en el moment de la transició democràtica.

## Treballs
Publica investigacions sobre qüestions lligades a la feminitat, a l'especificitat de la psicoanàlisi, i sobretot a la psicoteràpia psicoanalítica de grup

## Publicacions
- Maternidad y Sexo, 1951 (Procreació i sexualitat. Estudi psicoanalític i psicosomàtic, amb un prefaci de Janine Puget, París, edicions Des femmes, 2008 (ISBN 2-721-00568-5)
- Fantasias eternas, 1957
- Ideología e Idealizacíon, 1959
- « Autobiografía » a www.psicomundo.com